# 栗原博之
栗原 博之（くりはら ひろゆき、1956年 - ）は、日本の企画演出家／CMディレクター／クリエイティブディレクター。
日本映画監督協会会員（2015年〜）

## 経歴
東洋シネマを経て、1987年フリーになる。独立後、JALのPR／CMをメインにおよそ10年間、企画演出を行う。
1990年代、JAL(企業21世紀向けて篇･It’SJAL篇･SKYPLUS篇･JALで行くTDL篇 ）他多数
その間、様々な業種を手掛けるようになり、1990年〜2000年代ミリオンパワー(モキモキ篇)､アメリカオンビデオ(床屋篇)､会津大学(「開設」篇)、宝くじ(「女神伝説」篇)、くろがね学習デスク､アートネイチャーキャンペーン、コジマ電気シリーズ､ぺんてる(「ハイブリッド/修正液/企業」篇)､講談社雑誌えくぼシリーズ、その後、生保／サントリー飲料／不二家／おもちゃ・各種ゲームソフト／不動産／そしてTOYOTAのプロモーションをメインに演出している。
なお、日本国内にとどまらず、海外での制作も多く、米国／欧州／台湾／タイ／上海と、現地スタッフとの共同制作も多い。
2003年度は、台湾で大手飲料メーカー「統一」の豆乳のCMを台湾の制作会社と行う。
そして2006年度は中国上海で東芝のCMを中国スタッフと制作。
日本国外での撮影制作活動は多岐にわたる。
1979年4月〜81年2月
株式会社BBプロモーション　制作部入社
TV東京「話題の医学」の演出・制作を３年間担当。日本全国の病院や大学を取材、またスタジオで医学博士などを招いて番組収録。さらに、医学／薬品のPR映像、および学会用映像も制作。また、障害者用教育ドキュメンタリー映画、劇場用映画「大どろぼうホッツェンプロッツ」では、ともに文部省推薦をいただいた。
1981年3月〜83年3月
三友工業株式会社システム業務部　入社
システムエンジニアとして、NEC（日本電気）に出向。NTTの料金徴収システムのプログラムを担当。このプロジェクトは他社を含め、おおそ300〜500名で構成、日本電気田町本社とNTTの三鷹公社にてその第一次プログラムを作成し納品。
1984年4月〜84年11月
株式会社東洋シネマ　入社
企画・演出部に入るも即、第一制作部にてJAL（日本航空）のPM（プロダクションマネージャー）AD（アシスタントディレクター）として日本と海外の撮影制作を担当。多いときでは100人以上の内外のスタッフと共に、ハワイ、アメリカ、ヨーロッパと、CMおよびPRの撮影や制作をこなす。この間海外での出張が大半を占める。なお、日本にいるときは日清製粉や鈴木自動車など他の制作も行う。この年第一制作部独立のため、是を機に、本来の企画・演出として退社。フリーランスとして海外の仕事をこなす。
1985年5月〜89年4月
東京ミュージックテレビジョン株式会社　入社
取締役プロデューサーとして、MTV（ミュージックテレビジョン）の日本語版を担当。また、海外の番組の買い付けも行う。
そして、ファッションブランドBIGIの映像プロモーションを担当。YOSHIE INABA 、MELROSE、MOGAなどの春夏コレクション映像やCMなどを制作。なお、この間にも自身の企画・演出の作品もつくる。
1989年4月〜2003年3月
主に自身のマネージメントを行うため、有限会社ケース・ワン設立。
代表取締役ディレクターとして、JAL（日本航空）を中心にCMやPRを多数制作。予算や制作状況に合わせ、海外スタッフとの撮影や制作も多く展開。内外スタッフは作品により多いときでは300人を超えるときがある。この間依託業務が大半で自身以外は外部スタッフにて構成され、その管理も重要な業務におけるポイントとなっていた。およそ14年を得て、当社を解散。
2003年4月〜
再びフリーランスの企画・演出として独立。
企業PR/CMを中心に企画から立ち上げ、プレゼンテーション、演出、制作まで全てを担当する。つまり映像作品を中心に広告／宣伝をトータルに行うCD（クリエィティブディレクター）としての全体を見る仕事が多くなった。
なお、予算管理や制作進行のプロデューサー的役割も同時に兼ねることも多々あります。最近は、PR/CMだけでなく広報・マーケッティング的な企画やコピーライティング、通販番組の企画構成、さらに、各種デジタル映像の企画や演出、制作も多くなっています。

## CM
- JAL
- アートネイチャー
- コジマ電気
- ぺんてる
- アメリカンホームダイレクト
- デンツプライ三金
- 2003／生保・アメリカンホームダイレクト(渡部篤郎「ベッド/電話」篇)  2004／車・TOYOTA WISH インフォマーシャル30 秒  2005／車・TOYOTA シエンタ インフォマーシャル30 秒  2003〜2005／おもちゃ・TOMY(サイクロンシリーズ･パワーペンシリーズ･ポケモンシリーズ)  2005／菓子・不二家ルックチョコレート「いちごのパフェ／踊るパッケージ」篇  2005〜2006／おもちゃ・ゲームソフト・TAKARATOMY ポケモンシリーズ全12作以上
- ＊そのほか、通信／ゲームソフト／不動産／飲料／官庁などCM多数あり
- （2002〜2010）のPR等クルマ各種映像展開）  TOYOTA(新コルサ誕生篇･MARINE誕生･GRAND HIACE)  TOYOTA 育てるクルマWILL CYHA  NISSAN(セレナ)  2002　LXCUS　ワールドワイド  TOYOTA (クルーガーＶ･イプサム)､  TOYOTA WISH 宇多田ヒカル篇　プロモーション  TOYOTA クラウン「ZERO CROWN」誕生キャンペーン  BMWモーターショーグラストロン  HONDAインテグラ  サントリー NEW DAKARA　  東京モーターショー05　スズキイベント映像  2006　HONDA　airwave  2007　HONDA エリシオン  2008　HONDA FIT　  DUNLOP’2007「VEURO VE302」誕生キャンペーン展開　  2007 TOYOTA アルファード  2009 TOYOTA IQ  2010三菱パジェロWEB映像
- インフォマーシャル／PRも多数
- サントリーモルツ／マグナムドライ／ダカラ等で様々な出演者とインフォマーシャル／PRを。
- タカラスタンダードでは、書道家　武田双雲、写真家　織作峰子と。
- (2011〜2015）おもなCM/PR等  2011 　TOYOTA プリウス  2011 　TOYOTA VITZ  2012　LXCUS LS　グローバルスタディ  2013　通販番組　美皇潤  2014　デンツプライCM　DENSO JR東日本　イオン PC  2015　HONDA シャトル　グローバルヴィレッジプロジェクト

| スタブアイコン | サブスタブ | この項目は、まだ閲覧者の調べものの参照としては役立たない、人物に関連した書きかけの項目です。この項目を加筆・訂正などしてくださる協力者を求めています（P:人物伝/PJ:人物伝）。 |